# Cksum
cksum es una instrucción unix que calcula el código de comprobación de CRC de uno o varios ficheros.
cksum muestra por la salida estándar el código de comprobación CRC, el tamaño del fichero y el nombre.
Si no tiene argumentos, lee un fichero de la entrada estándar y muestra el código de comprobación CRC y el tamaño. Si se introducen los datos por la terminal, el fin de fichero se marca con control-D, como es habitual.
Sintaxis:
cksum [ fichero1 fichero2...]
muestra el código CRC, el tamaño y el nombre de cada uno de los ficheros.

## Ejemplos
```
ls -l foto.jpg header.xml 
-rw-------  1 css css 404384 Apr 14  2004 foto.jpg
-rw-r--r--  1 css css    115 Nov  2  2003 header.xml

cksum foto.jpg header.xml 
3764388547 404384 foto.jpg
927129673 115 header.xml

```

```
cksum
esta línea se escribe en la terminal
^D
3484244170 37

```